# Veštice, vile
Veštice, vile treći je studijski album Jelene Karleuše. Izdala ga je izdavačka kuća ZaM 1997. godine. Album je prodan u nakladi od 200 000 primjeraka.

## Popis pjesama
| Br. | Skladba                | Trajanje |
| --- | ---------------------- | -------- |
| 1.  | »Antihrist«            | 3:12     |
| 2.  | »Veštice, vile«        | 3:10     |
| 3.  | »Cicija«               | 3:09     |
| 4.  | »Grom nek ubije«       | 3:54     |
| 5.  | »Oko crno«             | 3:17     |
| 6.  | »Ko ovu dramu režira«  | 3:46     |
| 7.  | »Zemlja se zaustavlja« | 3:53     |
| 8.  | »Košuljica«            | 3:52     |

## Izdanja
| Regija         | Datum | Format(i)  | Izdavač                  |
| -------------- | ----- | ---------- | ------------------------ |
| SR Jugoslavija | 1997. | CD, kaseta | ZaM, Vujin Trade Line AG |
| Bugarska       | 1997. | kaseta     | ZaM, Magic               |